# Encalypta armata
Encalypta armata là một loài rêu trong họ Encalyptaceae. Loài này được Broth. ex Dusén mô tả khoa học đầu tiên năm 1906.